# Piyawit Janput
Piyawit Janput (thailändisch ปิยะวิทย์ จันพุทธ, * 4. März 1992) ist ein thailändischer Fußballspieler.

## Karriere
Piyawit Janput stand von 2011 bis 2015 beim Chonburi FC in Chonburi unter Vertrag. Hier wurde er die komplette Zeit an andere Verein ausgeliehen. Von 2011 bis 2013 spielte er beim Sriracha FC in Si Racha. Ende 2011 musste er mit Sriracha den Weg in die zweite Liga antreten. 2014 spielte er auf Leihbasis beim Singhtarua FC in Bangkok. Für den Klub stand er 13-mal in der ersten Liga, der Thai Premier League, auf dem Spielfeld. Ebenfalls auf Leihbasis spielte er die Saison 2015 beim Erstligisten Chainat Hornbill FC in Chainat. Für Chainat absolvierte er vier Erstligaspiele. Nach Vertragsende in Chonburi unterschrieb er 2016 einen Vertrag bei dem in der ersten Liga spielenden BBCU FC. Mit dem Bangkoker Verein spielte er 17-mal in der ersten Liga. Der Zweitligist Lampang FC aus Lampang nahm ihn die Saison 2017 unter Vertrag. Nach einem Jahr wechselte er zum Ligakonkurrenten Trat FC nach Trat. Mit Trat wurde er am Ende der Saison Vizemeister und stieg in die erste Liga auf. Nach dem Aufstieg verließ er Trat und schloss sich dem Zweitligisten Ayutthaya United FC an. Hier spielte er die Hinrunde. Ab der Rückrunde 2019 spielte er für den Drittligisten Khon Kaen United FC. Mit dem Verein aus Khon Kaen wurde er Ende 2019 Meister der Thai League 3 und stieg in die zweite Liga auf. In der Saison 2020/21 wurde er mit Khon Kaen Tabellenvierter und qualifizierte sich für die Aufstiegsspiele zur zweiten Liga. Hier konnte man sich im Endspiel gegen den Nakhon Pathom United FC durchsetzen und stieg somit in die zweite Liga auf.

## Erfolge
Trat FC
- Thai League 2: 2018 (Vizemeister)  ▲

Khon Kaen United FC
- Thai League 3 – Upper: 2019  ▲